# Chrétien de Troyes
Chrétien de Troyes (phát âm tiếng Pháp: [kʁe.tjɛ̃ də.tʁwa]) (Christian) là một nhà thơ và người hát rong người Pháp cuối thế kỷ 12. Ông được biết đến với các tác phẩm nói về vua Arthur, và tạo ra nhân vật Lancelot. Tác phẩm này đại diện cho một trong các tác phẩm được xem là tốt nhất của văn học thời Trung cổ. Việc ông sử dụng các cấu trúc, đặc biệt là ở Yvain, the Knight of the Lion, 
đã được coi là một bước tiến tới tiểu thuyết hiện đại. 
Ít ai biết đến cuộc đời ông, nhưng ông dường như có quê hương là Troyes, hoặc ít nhất là liên quan mật thiết với thành phố này. Từ năm 1160 đến năm 1172, ông phục vụ cho Marie của Pháp, Nữ bá tước vùng Champagne, con gái của Eleanor xứ Aquitaine, có lẽ như sứ giả cận kề (như Gaston Paris suy đoán).

## Sách tham khảo
- M. Altieri, Les Romans de Chrétien de Troyes: Leur perspective proverbiale et gnomique (1976, A G Nizet, Paris).
- Jean Frappier, "Chrétien de Troyes" in Arthurian Literature in the Middle Ages, Roger S. Loomis (ed.). Clarendon Press: Oxford University. 1959. ISBN 0-19-811588-1
- Jean Frappier, Chrétien de Troyes: The Man and His Work. Translated by Raymond J. Cormier. Athens, Ohio: Ohio University Press, 1982.
- Idris Llewelyn Foster, "Gereint, Owein and Peredur" in Arthurian Literature in the Middle Ages, Roger S. Loomis (ed.). Clarendon Press: Oxford University. 1959.
- K. Sarah-Jane Murray, "A Preface to Chretien de Troyes," Syracuse University Press, 2008. ISBN 0-8156-3160-X
- Gerald Seaman, "Signs of a New Literary Paradigm: The 'Christian' Figures in Chrétien de Troyes," in: Nominalism and Literary Discourse, ed. Hugo Keiper, Christoph Bode, and Richard Utz (Amsterdam: Rodopi, 1997), pp. 87–109.
- Albert W. Thompson, "The Additions to Chrétien's Perceval" in Arthurian Literature in the Middle Ages, Roger S. Loomis (ed.). Clarendon Press: Oxford University. 1959
- Karl D. Uitti, Chrétien de Troyes Revisited, Twain: New York, 1995. ISBN 0-8057-4307-3

This article incorporates material from an essay by W. W. Comfort, published in 1914.